# ジャコウソウ属
ジャコウソウ属（ジャコウソウぞく、学名：Chelonopsis、和名漢字表記：麝香草属）はシソ科の属の一つ。

## 特徴
直立する草本で、茎の基部は木質化する。葉は対生し、縁には鋸歯がある。花は葉腋から生じ、大型で、2-10花の仮輪をつくる。萼は鐘形でほぼ等間隔に5裂し、10脈があり、花後、果時には大きく球状にふくらみ、細かい網状の脈が目立つ。花冠は太い筒状の唇形で、上唇は短く、下唇は3裂して中央裂片は他の2片より大きい。雄蕊は4個で、うち下側の2個が長く発達し、葯室の先端が翼状になる。

## 分布
日本と中国大陸に約15種あり、日本には3種が分布する。

## 種

### 日本に分布する種
- タニジャコウソウ Chelonopsis longipes Makino - 日本固有種。本州の関東地方南部以西、四国、九州に分布する[2][3][5]。
- ジャコウソウ Chelonopsis moschata Miq. - 日本固有種。北海道、本州、四国、九州に分布する[2][3][5]。
- アシタカジャコウソウ Chelonopsis yagiharana Hisauti et Matsuno - 日本固有種。本州の中部地方、四国の愛媛県に分布する[6]。

### 中国大陸に分布する種
- Chelonopsis abbreviata C.Y.Wu & H.W.Li
- Chelonopsis bracteata W.W.Sm.
- Chelonopsis cashmerica (Mukerjee) Hedge
- Chelonopsis chekiangensis C.Y.Wu
- Chelonopsis forrestii Anthony
- Chelonopsis giraldii Diels
- Chelonopsis lichiangensis W.W.Sm.
- Chelonopsis mollissima C.Y.Wu
- Chelonopsis odontochila Diels
- Chelonopsis rosea W.W.Sm.
- Chelonopsis siccanea W.W.Sm.
- Chelonopsis souliei (Bonati) Merr.

## ギャラリー

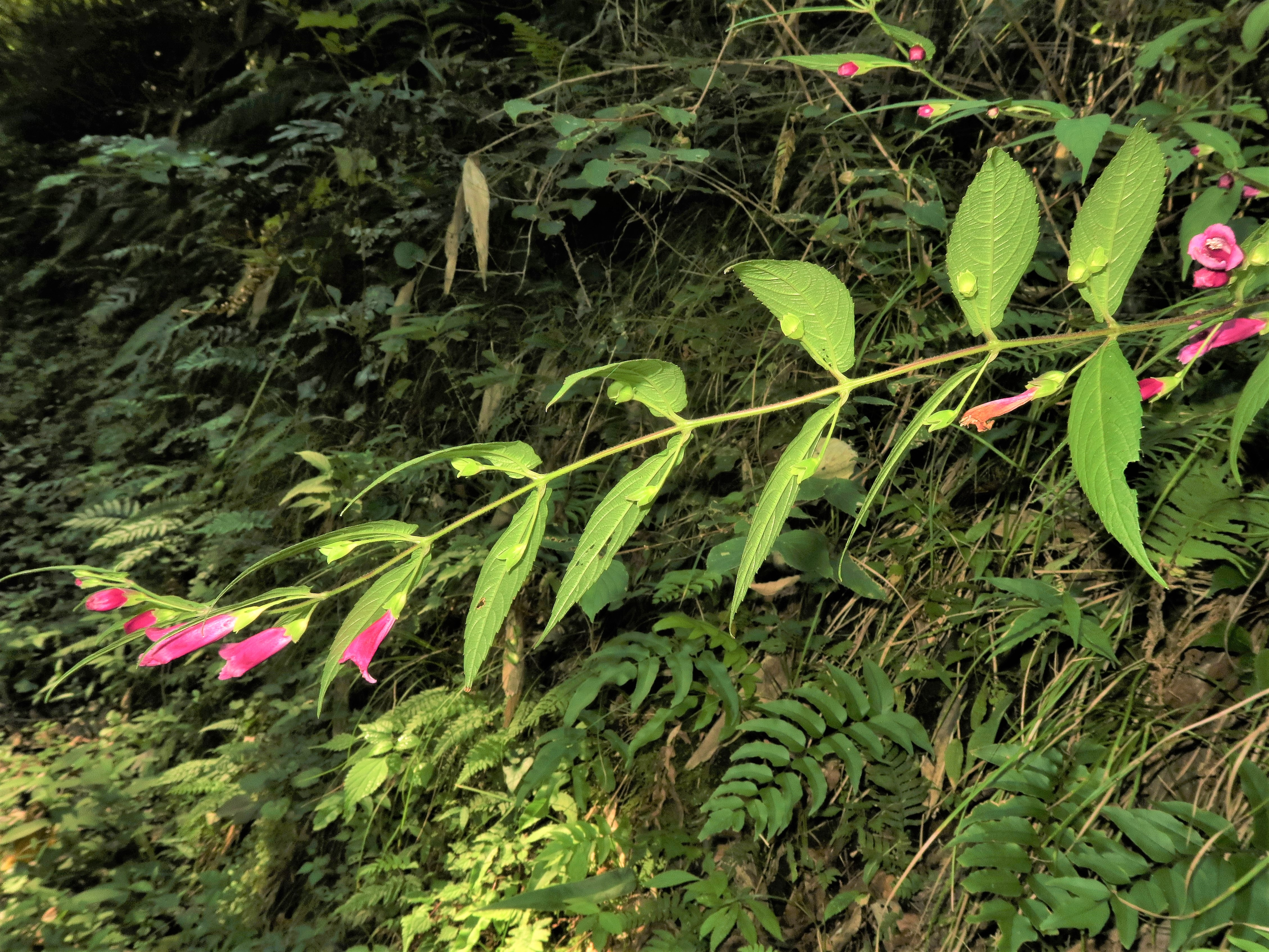
タニジャコウソウ
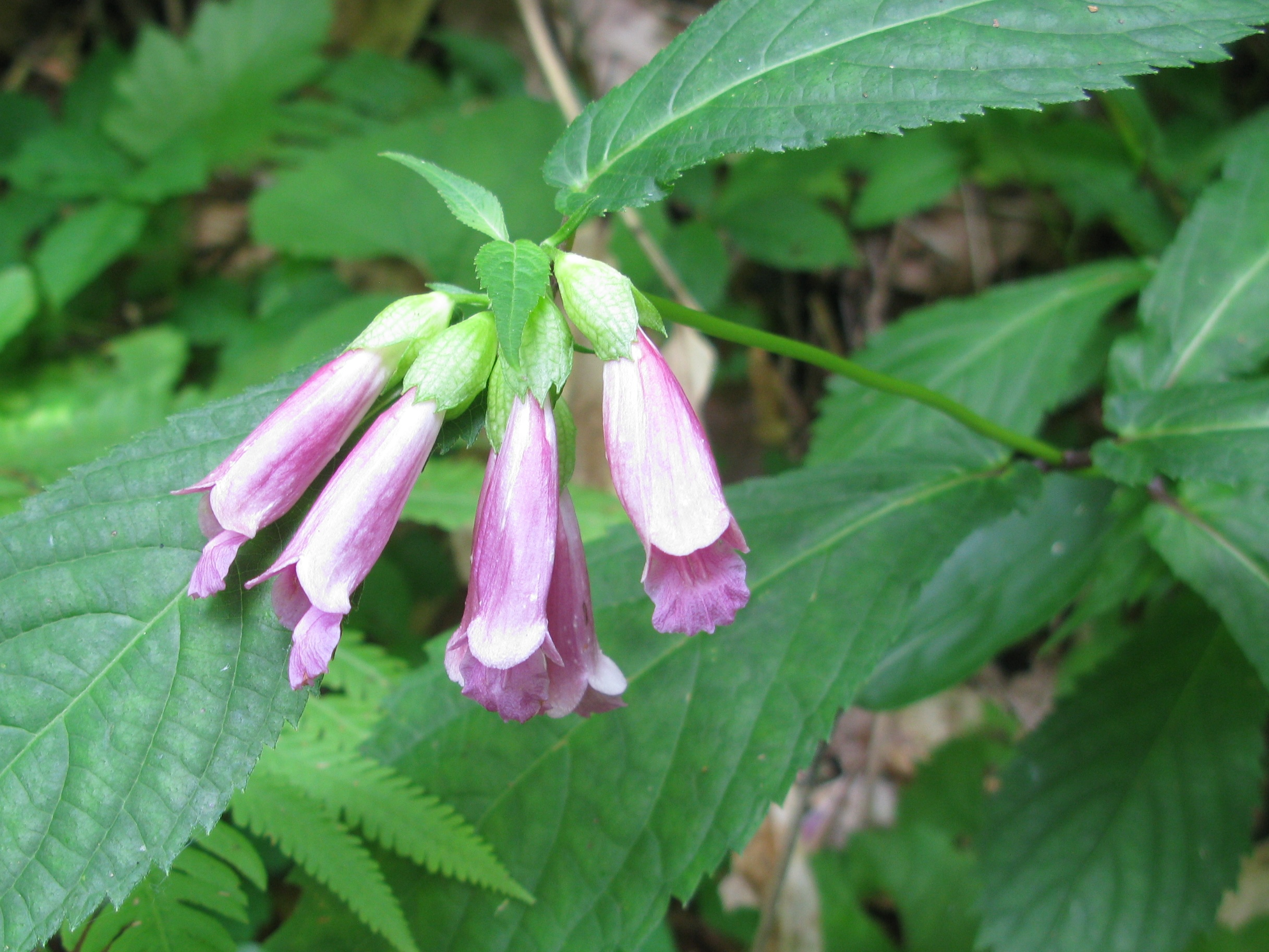
ジャコウソウ
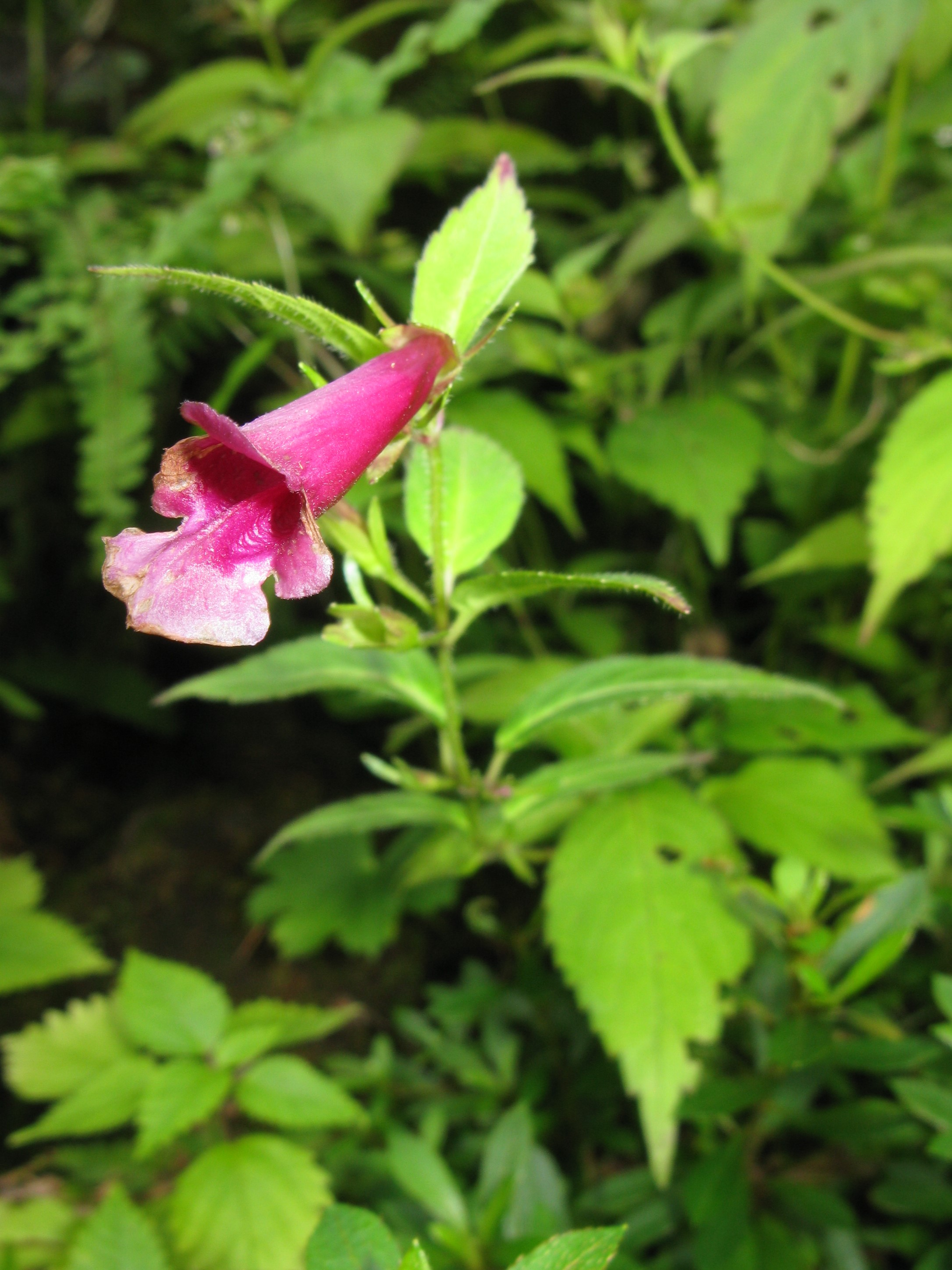
アシタカジャコウソウ